# 6. etape af Tour de France 2008
Sjette etape af Tour de France 2008 blev kørt torsdag d. 10. juli og gik fra Aigurande til Super Besse.
Ruten var 195,5 km. lang.
- Etape: 6
- Dato: 10. juli
- Længde: 195,5 km
- Danske resultater:

152. Nicki Sørensen + 17.46
- Gennemsnitshastighed: 39,4 km/t

## Sprint og bjergpasseringer

### 1. sprint (Châtelus-Malvaleix)
Efter 23,5 km
| Vinder | Sylvain Chavanel  | 6p |
| 2.     | Benoît Vaugrenard | 4p |
| 3.     | Freddy Bichot     | 2p |

### 2. sprint (Cressat)
Efter 44,5 km
| Vinder | Freddy Bichot     | 6p |
| 2.     | Benoît Vaugrenard | 4p |
| 3.     | Sylvain Chavanel  | 2p |

### 3. sprint (La Bourboule)
Efter 144 km
| Vinder | Benoît Vaugrenard | 6p |
| 2.     | Freddy Bichot     | 4p |
| 3.     | Sylvain Chavanel  | 2p |

### 1. bjerg (Côte de L'Armelle)
4. kategori stigning efter 70 km
| Plads | Navn              | Point |
| ----- | ----------------- | ----- |
| 1.    | Sylvain Chavanel  | 3     |
| 2.    | Benoît Vaugrenard | 2     |
| 3.    | Freddy Bichot     | 1     |

### 2. bjerg (Côte de Crocq)
4. kategori stigning efter 89 km
| Plads | Navn              | Point |
| ----- | ----------------- | ----- |
| 1.    | Sylvain Chavanel  | 3     |
| 2.    | Benoît Vaugrenard | 2     |
| 3.    | Freddy Bichot     | 1     |

### 3. bjerg (Col de la Croix-Morand)
2. kategori stigning efter 158 km
| Plads | Navn              | Point |
| ----- | ----------------- | ----- |
| 1.    | Sylvain Chavanel  | 10    |
| 2.    | Freddy Bichot     | 9     |
| 3.    | Thomas Voeckler   | 8     |
| 4.    | Sandy Casar       | 7     |
| 5.    | Gorka Verdugo     | 6     |
| 6.    | Luis León Sánchez | 5     |

### 4. bjerg (Super Besse)
2. kategori stigning efter 195,5 km.
| Plads | Navn               | Point |
| ----- | ------------------ | ----- |
| 1.    | Riccardo Riccò     | 20    |
| 2.    | Alejandro Valverde | 18    |
| 3.    | Cadel Evans        | 16    |
| 4.    | Fränk Schleck      | 14    |
| 5.    | Kim Kirchen        | 12    |
| 6.    | Roman Kreuziger    | 10    |

## Udgåede ryttere
- 178 Aurélien Passeron fra Saunier Duval-Scott startede ikke efter at have kollideret med en tilskuer på gårsdagens etape.

## Resultatliste
|    | Navn               | Land       | Hold                | Tid     |
| -- | ------------------ | ---------- | ------------------- | ------- |
| 1  | Riccardo Riccò     | Italien    | Saunier Duval-Scott | 4:57.52 |
| 2  | Alejandro Valverde | Spanien    | Caisse d'Epargne    | + 0.01  |
| 3  | Cadel Evans        | Australien | Silence-Lotto       | + 0.01  |
| 4  | Fränk Schleck      | Luxembourg | Team CSC-Saxo Bank  | + 0.04  |
| 5  | Kim Kirchen        | Luxembourg | Team Columbia       | + 0.04  |
| 6  | Roman Kreuziger    | Tjekkiet   | Liquigas            | + 0.07  |
| 7  | Moisés Dueñas      | Spanien    | Barloworld          | + 0.07  |
| 8  | Carlos Sastre      | Spanien    | Team CSC-Saxo Bank  | + 0.07  |
| 9  | Denis Mensjov      | Rusland    | Rabobank            | + 0.07  |
| 10 | Leonardo Piepoli   | Italien    | Saunier Duval-Scott | + 0.07  |

## Eksternt link
- Etapeside Arkiveret 1. juli 2008 hos  Wayback Machine på Letour.fr Arkiveret 28. februar 2011 hos  Wayback Machine (fransk) (engelsk) (tysk) (spansk)